# Giro di Romagna 1937
Il Giro di Romagna 1937, diciannovesima edizione della corsa, si svolse il 22 agosto 1937 su un percorso di 270 km con partenza e arrivo a Lugo. Riservato a professionisti e indipendenti, fu vinto dall'italiano Osvaldo Bailo, che completò il percorso in 8h30'22" precedendo i connazionali Diego Marabelli e Renato Scorticati. Parteciparono 28 ciclisti.

## Percorso
Organizzato dall'Ente Sportivo Lughese "Francesco Baracca", il Giro di Romagna 1937 prese il via proprio da Lugo. Si transitò in pianura da Bagnacavallo, Ravenna, Classe, Savio, Cesenatico e Rimini; qui ebbe inizio l'ascesa verso Città di San Marino via Serravalle, cui seguì la discesa su Verucchio e il rientro sulla Via Emilia passando quindi da Cesena, Forlimpopoli e Forlì. A Forlì si svoltò verso l'Appennino, in direzione Passo delle Centoforche via Predappio; scollinato il Passo si discese a Rocca San Casciano, Dovadola, Castrocaro e Forlì per giungere infine a Lugo dopo 270 km di gara.

## Ordine d'arrivo (Top 10)
| Pos. | Corridore          | Squadra       | Tempo    |
| ---- | ------------------ | ------------- | -------- |
| 1    | Osvaldo Bailo      | Legnano       | 8h30'22" |
| 2    | Diego Marabelli    | Bianchi       | s.t.     |
| 3    | Renato Scorticati  | -             | s.t.     |
| 4    | Ruggero Balli      | Bianchi       | s.t.     |
| 5    | Giovanni Gotti     | -             | s.t.     |
| 6    | Vasco Bergamaschi  | Bianchi       | s.t.     |
| 7    | Giotto Cinelli     | Bianchi       | a 9'41"  |
| 8    | Antonio Fraccaroli | S.S. Parioli  | s.t.     |
| 9    | Francesco Albani   | U.S. Parmense | s.t.     |
| 10   | Elio Bavutti       | Fréjus        | s.t.     |